# Иж Корнет
Мини-мотоцикл Иж 2.673 Корнет имеет высокий руль, дисковые тормоза, хромированные детали, пластиковую облицовку и вынесенные вперёд подножки. Данная модель обладает малыми габаритами, низким расходом топлива и высокой манёвренностью.
Ёмкость бензобака — 5 л, используемый тип бензина — А-76 в смеси с маслом 25:1. Так как рабочий объём двигателя не превышал 50 кубических сантиметров, мотоциклу не требовалась регистрация в ГИБДД, а водитель мог не иметь водительского удостоверения.